# La Chapelle-Gonaguet
La Chapelle-Gonaguet is een gemeente in het Franse departement Dordogne (regio Nouvelle-Aquitaine). De plaats maakt deel uit van het arrondissement Périgueux. La Chapelle-Gonaguet telde op 1 januari 2022 1.058 inwoners.

## Bezienswaardigheden
Tot de gemeente behoort de prieuré de Merlande, een in romaanse stijl opgetrokken versterkte kerk die dateert van 1143. De kerk ligt mooi verstopt in de bossen.

## Geografie
De oppervlakte van La Chapelle-Gonaguet bedraagt 19,07 km², de bevolkingsdichtheid is 56 inwoners per km² (per 1 januari 2019).
De onderstaande kaart toont de ligging van La Chapelle-Gonaguet met de belangrijkste infrastructuur en aangrenzende gemeenten.

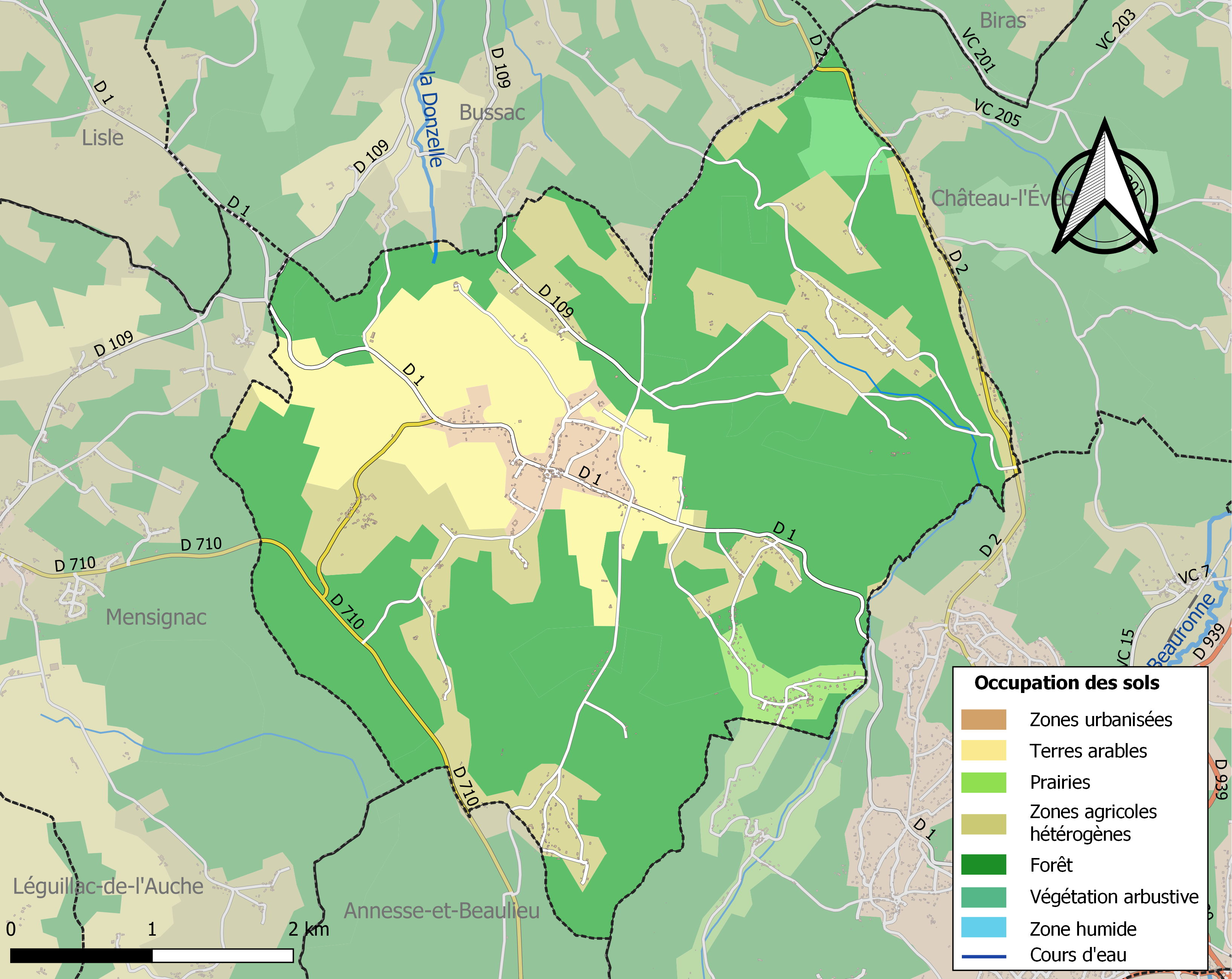

## Demografie
Onderstaande figuur toont het verloop van het inwonertal (bron: INSEE-tellingen).